# 乔布迪
乔布迪，是匈牙利费耶尔州所辖的一个村。总面积17.02平方公里，总人口1219，人口密度71.6人/平方公里（2011年1月1日）。